# Turneja prijateljstva (smučarski skoki)
Turneja prijateljstva je bilo tekmovanje v smučarskih skokih, ki je med letoma 1965 in 1984 izmenično potekalo v Nemški demokratični republiki, Češkoslovaški in na Poljskem. Po dveh ali treh tekmah so razglasili skupnega zmagovalca med posamezniki in reprezentancami. Jiří Raška, Hans-Georg Aschenbach in Axel Zitzmann so najuspešneji skakalci na turneji s po dvema skupnima zmagama.

## Pregled tekem
| Datum                 | Leto | Skakalnica                           | Zmagovalec                                          | Drugi                                               | Tretji                                              | Ekipno                                              | Tekmovalci                                          |
| --------------------- | ---- | ------------------------------------ | --------------------------------------------------- | --------------------------------------------------- | --------------------------------------------------- | --------------------------------------------------- | --------------------------------------------------- |
| 28. januar            | 1965 | Spindleruv Mlyn, Svatý Petr          | Josef Matouš                                        | Veit Kührt                                          | Dieter Scharf                                       |                                                     | 40 ()                                               |
| 29. januar            | 1965 | Vysoké nad Jizerou, Šachty           | Josef Matouš                                        | Alfred Lesser                                       | Dieter Scharf                                       |                                                     | 40 ()                                               |
| 31. januar            | 1965 | Banska Bystrica, Srnková             | Mihail Veretenikov                                  | Josef Matouš                                        | Zbyněk Hubač                                        |                                                     | 40 ()                                               |
|                       |      | Skupno                               | Josef Matouš                                        | Mihail Veretenikov                                  | Zbyněk Hubač                                        | CSK I                                               | 40 ()                                               |
| 10. januar            | 1966 | Rennsteigschanze Oberhof             | Pjotr Kovalenko                                     | Valerij Jemeljanov                                  | Dieter Neuendorf                                    |                                                     | 54 ()                                               |
| 11. januar            | 1966 | Inselbergschanze Brotterode          | Pjotr Kovalenko                                     | Dieter Neuendorf                                    | Koba Zakadse                                        |                                                     | 54 ()                                               |
| 13. januar            | 1966 | Walter-Ulbricht-Schanze Schmiedefeld | Mihail Veretenikov                                  | Peter Lesser                                        | Jiří Raška                                          |                                                     | 54 ()                                               |
|                       |      | Skupno                               | Pjotr Kovalenko                                     | Dieter Neuendorf                                    | Peter Lesser                                        | GDR I                                               | 54 ()                                               |
| 20. januar            | 1967 | Malinka Wisła                        | Peter Eržen                                         | Dieter Müller Jiří Raška                            |                                                     |                                                     | ()                                                  |
| 22. januar            | 1967 | Szczyrk                              | Peter Lesser                                        | Bernd Karwofsky                                     | Manfred Queck                                       |                                                     | ()                                                  |
| 24. januar            | 1967 | Wielka Krokiew Zakopane              | Jiří Raška                                          | Józef Kocyan                                        | Peter Lesser                                        |                                                     | ()                                                  |
|                       |      | Skupno                               | Jiří Raška                                          | Peter Lesser                                        | Peter Eržen                                         | CSK I                                               | ()                                                  |
| 17. januar            | 1968 | Štrbské Pleso K70                    | Vladimir Belusov                                    | Jiří Raška                                          | Anatolij Žeglanov                                   |                                                     | ()                                                  |
| 19. januar            | 1968 | Štrbské Pleso K90                    | Jiří Raška                                          | Anatolij Žeglanov                                   | Zbyněk Hubač                                        |                                                     | ()                                                  |
| 21. januar            | 1968 | Banska Bystrica, Srnková             | Vladimir Belusov                                    | Jiří Raška                                          | Aleksander Ivanikov                                 |                                                     | ()                                                  |
|                       |      | Skupno                               | Jiří Raška                                          | Vladimir Belusov                                    | Anatolij Žeglanov                                   | CSK I                                               | ()                                                  |
| 24. januar            | 1969 | Szczyrk                              | Józef Przybyła                                      | Anatolij Žeglanov                                   | Horst Queck                                         |                                                     | 65 ()                                               |
| 26. januar            | 1969 | Malinka Wisła                        | Gari Napalkov                                       | Józef Przybyła                                      | Tadeusz Pawlusiak                                   |                                                     | 65 ()                                               |
| 28. januar            | 1969 | Wielka Krokiew Zakopane              | Tadeusz Pawlusiak                                   | Józef Przybyła                                      | Horst Queck                                         |                                                     | 65 ()                                               |
|                       |      | Skupno                               | Józef Przybyła                                      | Gari Napalkov                                       | Tadeusz Pawlusiak                                   | POL I                                               | 65 ()                                               |
| 21. januar            | 1970 | Aschbergschanze Klingenthal          | Horst Queck                                         | Rainer Schmidt                                      | Heinz Schmidt                                       |                                                     | ()                                                  |
| 23. januar            | 1970 | Inselbergschanze Brotterode          | Horst Queck                                         | Rainer Schmidt                                      | Heinz Schmidt                                       |                                                     | ()                                                  |
| 25. januar            | 1970 | Rennsteigschanze Oberhof             | Horst Queck                                         | Gari Napalkov                                       | Vladimir Belusov                                    |                                                     | ()                                                  |
|                       |      | Skupno                               | Horst Queck                                         | Rainer Schmidt                                      | Vladimir Belusov                                    | GDR I                                               | ()                                                  |
| 4. februar            | 1971 | MS 1970 B Štrbské Pleso              | Karel Kodejška                                      | Hans-Georg Aschenbach                               | Zbyněk Hubač                                        |                                                     | ()                                                  |
| 6. februar            | 1971 | MS 1970 A Štrbské Pleso              | Zbyněk Hubač                                        | Rudolf Höhnl                                        | Mihail Veretenikov                                  |                                                     | ()                                                  |
| 7. februar            | 1971 | MS 1970 A Štrbské Pleso              | Rudolf Höhnl                                        | Karel Kodejška                                      | Mihail Veretenikov                                  |                                                     | ()                                                  |
|                       |      | Skupno                               | Rudolf Höhnl                                        | Karel Kodejška                                      | Zbyněk Hubač                                        | CSK I                                               | ()                                                  |
| 17. marec             | 1972 | Wielka Krokiew Zakopane              | odpovedano zaradi pomanjkanja snega                 | odpovedano zaradi pomanjkanja snega                 | odpovedano zaradi pomanjkanja snega                 | odpovedano zaradi pomanjkanja snega                 | odpovedano zaradi pomanjkanja snega                 |
| 18. marec             | 1972 | Wielka Krokiew Zakopane              | odpovedano zaradi pomanjkanja snega                 | odpovedano zaradi pomanjkanja snega                 | odpovedano zaradi pomanjkanja snega                 | odpovedano zaradi pomanjkanja snega                 | odpovedano zaradi pomanjkanja snega                 |
| 10.–14. januar        | 1973 | Szczyrk                              | odpovedano zaradi pomanjkanja snega                 | odpovedano zaradi pomanjkanja snega                 | odpovedano zaradi pomanjkanja snega                 | odpovedano zaradi pomanjkanja snega                 | odpovedano zaradi pomanjkanja snega                 |
| 10.–14. januar        | 1973 | Malinka Wisła                        | odpovedano zaradi pomanjkanja snega                 | odpovedano zaradi pomanjkanja snega                 | odpovedano zaradi pomanjkanja snega                 | odpovedano zaradi pomanjkanja snega                 | odpovedano zaradi pomanjkanja snega                 |
| 10.–14. januar        | 1973 | Wielka Krokiew Zakopane              | odpovedano zaradi pomanjkanja snega                 | odpovedano zaradi pomanjkanja snega                 | odpovedano zaradi pomanjkanja snega                 | odpovedano zaradi pomanjkanja snega                 | odpovedano zaradi pomanjkanja snega                 |
| 16. januar            | 1974 | Marktiegelschanze Lauscha            | Hans-Georg Aschenbach                               | Rainer Schmidt                                      | Bernd Eckstein                                      |                                                     | ()                                                  |
| 18. januar            | 1974 | Vessertalschanze Schmiedefeld        | Hans-Georg Aschenbach                               | Dietrich Kampf                                      | Jürgen Eckstein                                     |                                                     | ()                                                  |
| 19. januar            | 1974 | Rennsteigschanze Oberhof             | odpovedan zaradi megle in vetra                     | odpovedan zaradi megle in vetra                     | odpovedan zaradi megle in vetra                     |                                                     | ()                                                  |
|                       |      | Skupno                               | Hans-Georg Aschenbach                               | Rainer Schmidt                                      | Henry Glaß                                          | GDR I                                               | ()                                                  |
| 16. januar            | 1975 | Spindleruv Mlyn, Svatý Petr          | Hans-Georg Aschenbach                               | Karel Kodejška                                      | Dietrich Kampf                                      |                                                     | 95 ()                                               |
| 18. januar            | 1975 | Ještěd Liberec                       | Rudolf Höhnl                                        | Gari Napalkov                                       | Karel Kodejška                                      |                                                     | 95 ()                                               |
| 19. januar            | 1975 | Plavy                                | Adam Krzysztofiak                                   | Rudolf Höhnl                                        | Hans-Georg Aschenbach                               |                                                     | 95 ()                                               |
|                       |      | Skupno                               | Hans-Georg Aschenbach                               | Rudolf Höhnl                                        | Gari Napalkov                                       | GDR I                                               | 95 ()                                               |
| 16. januar            | 1976 | Średnia Krokiew Zakopane             | Heinz Wosipiwo                                      | Stanislaw Bobak                                     | Jürgen Eckstein                                     |                                                     | 33 ()                                               |
| 18. januar            | 1976 | Wielka Krokiew Zakopane              | Falko Weißpflog                                     | Heinz Wosipiwo                                      | Ladislav Jirasko                                    |                                                     | 33 ()                                               |
|                       |      | Skupno                               | Heinz Wosipiwo                                      | Stanisław Pawlusiak                                 | Janusz Waluś                                        | GDR I                                               | 33 ()                                               |
| 19. januar            | 1977 | Vessertalschanze Schmiedefeld        | Harald Duschek                                      | Leoš Škoda                                          | Henry Glaß                                          |                                                     | 95 ()                                               |
| 21. januar            | 1977 | Marktiegelschanze Lauscha            | Martin Weber                                        | Jan Tanczos                                         | Leoš Škoda                                          |                                                     | 95 ()                                               |
| 23. januar            | 1977 | Rennsteigschanze Oberhof             | Harald Duschek                                      | Stanislaw Bobak                                     | Henry Glaß                                          |                                                     | 95 ()                                               |
|                       |      | Skupno                               | Harald Duschek                                      | Leoš Škoda                                          | Stanislaw Bobak Henry Glaß                          | GDR I                                               | 95 ()                                               |
| 21. januar            | 1978 | Ještěd Liberec                       | František Novák                                     | Juri Kalinin                                        | Holger Greiner-Petter                               |                                                     | ()                                                  |
| 22. januar            | 1978 | Ještěd Liberec                       | Axel Zitzmann                                       | František Novák                                     | Josef Hýsek                                         |                                                     | ()                                                  |
|                       |      | Skupno                               | Axel Zitzmann                                       | František Novák                                     | Klaus Ostwald                                       | GDR I                                               | ()                                                  |
| 10. februar           | 1979 | Szczyrk                              | Axel Zitzmann                                       | Mathias Buse                                        | Andrzej Zarycki                                     |                                                     | ()                                                  |
| 11. februar           | 1979 | Malinka Wisła                        | Axel Zitzmann                                       | Mathias Buse                                        | Andreas Hille                                       |                                                     | ()                                                  |
|                       |      | Skupno                               | Axel Zitzmann                                       | Mathias Buse                                        | Andreas Hille                                       | GDR I                                               | ()                                                  |
| 13.–16.december 1979  | 1980 | Aschbergschanze Klingenthal          | odpovedano zaradi pomanjkanja snega                 | odpovedano zaradi pomanjkanja snega                 | odpovedano zaradi pomanjkanja snega                 | odpovedano zaradi pomanjkanja snega                 | odpovedano zaradi pomanjkanja snega                 |
| 13.–16.december 1979  | 1980 | Fichtelbergschanze Oberwiesenthal    | odpovedano zaradi pomanjkanja snega                 | odpovedano zaradi pomanjkanja snega                 | odpovedano zaradi pomanjkanja snega                 | odpovedano zaradi pomanjkanja snega                 | odpovedano zaradi pomanjkanja snega                 |
| 13. december 1980     | 1981 | Čerťák Harrachov                     | Manfred Deckert                                     | Mathias Buse                                        | Leoš Škoda                                          |                                                     | 62 ()                                               |
| 14. december 1980     | 1981 | Čerťák Harrachov                     | Manfred Deckert                                     | Axel Zitzmann                                       | Leoš Škoda                                          |                                                     | 62 ()                                               |
|                       |      | Skupno                               | Manfred Deckert                                     | Axel Zitzmann                                       | Leoš Škoda                                          | GDR I                                               | 62 ()                                               |
| december 1981         | 1982 | Poljska                              | odpovedano zaradi uvedbe vojnega stanja na Poljskem | odpovedano zaradi uvedbe vojnega stanja na Poljskem | odpovedano zaradi uvedbe vojnega stanja na Poljskem | odpovedano zaradi uvedbe vojnega stanja na Poljskem | odpovedano zaradi uvedbe vojnega stanja na Poljskem |
| 16.–19. december 1982 | 1983 | Marktiegelschanze Lauscha            | odpovedano zaradi pomanjkanja snega                 | odpovedano zaradi pomanjkanja snega                 | odpovedano zaradi pomanjkanja snega                 | odpovedano zaradi pomanjkanja snega                 | odpovedano zaradi pomanjkanja snega                 |
| 16.–19. december 1982 | 1983 | Inselbergschanze Brotterode          | odpovedano zaradi pomanjkanja snega                 | odpovedano zaradi pomanjkanja snega                 | odpovedano zaradi pomanjkanja snega                 | odpovedano zaradi pomanjkanja snega                 | odpovedano zaradi pomanjkanja snega                 |
| 16.–19. december 1982 | 1983 | Rennsteigschanze Oberhof             | odpovedano zaradi pomanjkanja snega                 | odpovedano zaradi pomanjkanja snega                 | odpovedano zaradi pomanjkanja snega                 | odpovedano zaradi pomanjkanja snega                 | odpovedano zaradi pomanjkanja snega                 |
| 17. december 1983     | 1984 | Čerťák K70 Harrachov                 | Klaus Ostwald                                       | Jens Weißflog                                       | Mathias Buse                                        |                                                     |                                                     |
| 18. december 1983     | 1984 | Čerťák K90 Harrachov                 | Klaus Ostwald                                       | Vladimír Podzimek                                   | Jens Weißflog                                       |                                                     |                                                     |
|                       |      | Skupno                               | Klaus Ostwald                                       | Jens Weißflog                                       | Vladimír Podzimek                                   | GDR I                                               |                                                     |